# Zeitreise Schwebebahn
Zeitreise Schwebebahn ist der Titel einer Zusammenstellung von fünf Teilrouten eines Stadtrundganges in Wuppertal. Die einzelnen Routen zum Industriezeitalter im Stadtgebiet Wuppertals wurden 2006 der Öffentlichkeit vorgestellt und verbinden verschiedene Stationen der Wuppertaler Schwebebahn miteinander.
Die Routen wurden in der Zeit von 2002 bis 2006 ausgearbeitet, die Route Textil im Wuppertal, die zuerst erarbeitet worden ist und nicht unmittelbar zu dem Kreis Fäden, Farben, Wasser, Dampf gehört, kann man als Pilotprojekt der Geschichtswerkstatt ansehen. Diese und die Route Zeitreise Schwebebahn entstanden im Zuge der Regionale 2006, zu der einige thematische Industrierouten in der Region entwickelt wurden. Zum Teil haben die fußläufigen Routen von Fäden, Farben, Wasser, Dampf die gleichen Stationen wie „Textil im Wuppertal“ und „Zeitreise Schwebebahn“, ergänzen diese aber zu größeren Routen.

## Route 1: Zoo/Stadion: Villenviertel am Zoo
| Bild           | Bezeichnung                                       | Beschreibung |
| -------------- | ------------------------------------------------- | --- |
| weitere Bilder | Schwebebahnhof Zoo/Stadion (1)                    | 1901, als erst wenige Villen am Zoo fertig waren, nahm die Schwebebahn zwischen Vohwinkel und Elberfeld ihren Betrieb auf. Das Villenviertel, geplant von den Architekten Kuno Riemann und Rudolf Hermanns, entstand seit den 1890er Jahren. Die verkehrsgünstige Lage machte das Gelände zum attraktiven Baugrund. |
| weitere Bilder | Stadion am Zoo (2)                                | Das 1924 errichtete und seit 1983 denkmalgeschützte Stadion war das einzige, das neben Fußballplatz und Laufbahn über eine Radrennbahn verfügte. Von der ursprünglichen Anlage blieben die Eingangsbauten, die Tribünenwand entlang der Sonnborner Straße sowie ein Teilstück der Radrennbahn erhalten. |
| weitere Bilder | Restaurationsgebäude des Zoologischen Gartens (3) | Das von Rudolf Hermanns und Kuno Riemann entworfene Gebäude entstand in mehreren Bauabschnitten zwischen 1881 und 1891. Es bot bis zu 2000 Personen Platz, war einer der wichtigsten Festsäle der Stadt und in den ersten Jahren die eigentliche Hauptattraktion des Zoologischen Gartens. |
| weitere Bilder | Villa Grüneck (4)                                 | Das Wohnhaus des Architekten Kuno Riemann an der Gabelung Herthastraße und Selmaweg war 1895 das erste fertiggestellte Wohngebäude des Zooviertels. Von hier bot sich ein freier Blick über das Zoogelände. Hinter dem Haus entstand ein großzügiger Freizeit- und Nutzgarten. |
| weitere Bilder | Sichtachse (5)                                    | Die Walkürenallee, seinerzeit Siegesallee genannt, war von den Architekten des Viertels Rudolf Hermanns und Kuno Riemann als zentrale Sichtachse zwischen Zoo und Bahnhof Zoo an der Eisenbahnlinie nach Düsseldorf angelegt worden. Diesen Weg nahmen vor dem Bau der Schwebebahn fast alle Besucher des Zoos. In Ermangelung einer Straßenbeleuchtung wurde die Allee bei abendlichen Festveranstaltungen im Zoo-Restaurant mit Laternen hell erleuchtet. |
| weitere Bilder | Bahnhof Zoologischer Garten (6)                   | Mit Einrichtung des Zoos und Planung des Villenviertels wurde die Anlage eines Bahnhofs an der seit 1841 fertigen Eisenbahnstrecke notwendig. Das ländlich wirkende Empfangsgebäude verlor Mitte der 1970er Jahre seine Funktion. 1989 wurde es im alten Stil restauriert und seither gastronomisch genutzt. |
| weitere Bilder | Firma Bayer (7)                                   | 1863 gründeten Friedrich Bayer und Friedrich Weskott in Heckinghausen eine Fabrik für Chemiefarben, die sie 1867 in den Westen Elberfelds verlagerten. Seit bei Bayer 1891 ein wissenschaftliches Hauptlabor Forschung mit Teerprodukten betrieb, entwickelte sich Elberfeld zum Pionierstandort der Pharmaforschung. |
| weitere Bilder | Schwebebahnstation Varresbecker Straße (8)        | Am Fuß der Tiergartentreppe liegt der Schwebebahnhof Varresbeck. Hier konnte man 1899 auf der Probestrecke zwischen Varresbeck und Zoo in die Luft gehen. |

## Route 2: Pestalozzistraße Arbeiter und Fabrikanten
| Bild           | Bezeichnung                                            | Beschreibung |
| -------------- | ------------------------------------------------------ | --- |
| weitere Bilder | Schwebebahnstation Pestalozzistraße (1)                | Die Station liegt mitten im ersten Elberfelder Industriegebiet außerhalb des Zentrums. Auf der nördlichen Wupperseite entstanden an einer Prachtstraße (heute: Friedrich-Ebert-Straße) bedeutende Elberfelder Firmen und Fabrikantenvillen. Südlich der Wupper, auf dem Arrenberg, lagen Fabriken und Arbeiterquartiere. |
| weitere Bilder | Kaiserin Augusta Stift (2)                             | Die Stiftung der Stadt Elberfeld entstand zwischen 1891 und 1895 an der Sedanstraße (heute: Gutenbergstraße 57). Alte, alleinstehende Frauen aus Arbeiterkreisen fanden hier Unterkunft, Verpflegung und Versorgung. Das repräsentative Haus war mit separaten Zimmern und Garten eine vorbildliche Einrichtung. |
| weitere Bilder | Helios Klinikum Wuppertal (3)                          | Das 1863 eröffnete „Kranken- und Irrenhaus“ am Arrenberg gehörte zu den ältesten kommunalen Krankenhäusern in Preußen. Die in den Folgejahren ständig erweiterte und später nach dem in Barmen geborenen Chirurg Ferdinand Sauerbruch benannte Klinik, ist heute einer von zwei Standorten des Helios-Klinikums Wuppertal. |
| weitere Bilder | Firma Ferdinand Esser & Co. (4)                        | Das 1857 gegründete Unternehmen zog 1871 an die Königstraße (Heute: Friedrich-Ebert-Straße) und entwickelte sich zum bedeutendsten Exporthaus für Eisen- und Stahlerzeugnisse im Wuppertal mit weltweiten Handelsbeziehungen. Das erste Geschäftshaus und weitere Fabrikgebäude blieben bis heute erhalten. |
| weitere Bilder | Wohnhaus Friedrich Bayer Junior (5)                    | Um 1889 erwarb Friedrich Bayer junior, Nachfolger einer der Firmengründer der Textil-Farbenfabrik Bayer, zwei bürgerliche Wohnhäuser an der Königstraße 146/148. Die Familie präsentierte ihren Reichtum und Einfluss allerdings nicht zur Straße hin, sondern errichtete einen schlossähnlichen Anbau mit Parkanlage. Von vorn wirkte die Remise (1907) auf der gegenüber liegenden Straßenseite in Bergischer Bauweise fast prächtiger (6). |
| weitere Bilder | (6)                                                    | |
| weitere Bilder | Fuhrgeschäft Mörth (7)                                 | In dem 1897 errichteten Gebäude an der Königstraße betrieb Emil Mörth sein Fuhrgeschäft. Im „englischen Stall“ parkten unten die Wagen, während man über eine Rampe zu den Pferdeboxen der oberen zwei Etagen gelangte. In den 1920er Jahren entstand hier eine der ersten Großgaragen mit Tankstelle. |
| weitere Bilder | Brauerei Küpper / Weinhandlung Himmelmann-Pothmann (8) | 1845 errichtete Johann C. Küpper an der Königstraße eine Brauerei. Die in den Fels hineingebauten Lagerkeller wurden bald durch ein mächtiges Kühlgebäude ergänzt. Nach der Fusion mit der Wicküler-Brauerei und dem Umzug nach Unterbarmen übernahm die große Weinhandlung Himmelmann-Pothmann das Gebäude. |

## Route 3: Döppersberg: Die Eisenbahn
| Bild           | Bezeichnung                            | Beschreibung |
| -------------- | -------------------------------------- | --- |
| weitere Bilder | Schwebebahnstation Döppersberg (1)     | Als das Jugendstil-Stationsgebäude am zentralen Verkehrsknotenpunkt Elberfelds nicht mehr leistungsfähig genug war, entwarf der Elberfelder Architekt C. J. Mangner 1926 die Station im sachlichen Stil der 1920er Jahre. Sie war Teil einer umfassender geplanten Umgestaltung des Bereichs Döppersberg. Durch die Unterführung geht es hoch Richtung Hauptbahnhof. Das repräsentative Gebäude auf der rechten Seit ist die Eisenbahndirektion Elberfeld. |
| weitere Bilder | Eisenbahndirektion Elberfeld (2)       | Der ungeheure Wirtschaftsaufschwung der 1870er Jahre erfasste auch die Bergisch-Märkische Eisenbahngesellschaft. Von 1871 bis 1875 ließ sie ein repräsentatives neues Direktionsgebäude im Neoklassizismus errichten. Die Erweiterungsbauten nach Westen entstanden 1914–1916 und 1936–1938. |
| weitere Bilder | Hauptbahnhof Elberfeld (3)             | Der 1849 fertiggestellte Bahnhof verband die östliche Eisenbahnlinie nach Dortmund mit der westlichen nach Düsseldorf. Er ist einer der ältesten Bahnhöfe des Rheinlands. Da er gleichzeitig Sitz der Bergisch-Märkischen Eisenbahngesellschaft war, wurde er sehr repräsentativ im klassizistischen Stil errichtet. |
| weitere Bilder | Eisenbahn-Betriebswerkstätte Kluse (4) | Der Backsteinbau wurde 1847 als zweiter Elberfelder Bahnhof errichtet. Von hier fuhr am 9. Oktober 1847 der erste Zug Richtung Schwelm. Mit Eröffnung des Hauptbahnhofs am Döppersberg, 1849, wurde er für lange Jahre zum Koksschuppen umfunktioniert, was ihn vermutlich vor dem Abriss bewahrte. |
| weitere Bilder | Schwebebahnstation Kluse (5)           | Als die Innenstadt Elberfelds zu Beginn der 1980er Jahre nicht mehr durch die Straßenbahn erschlossen wurde, wurden die beiden nach dem Zweiten Weltkrieg nicht wieder aufgebauten Schwebebahnstationen wieder benötigt. Aus diesem Grunde wurde bereits am 4. September 1982 die Station „Ohligsmühle“ (früher: „Alexanderbrücke“) neu eröffnet. Der zweite Stationsneubau ließ aber noch über 16 Jahre auf sich warten: Erst am 26. März 1999 fand die Neueröffnung der Station „Kluse/ Schauspielhaus“ statt. Damit existieren wieder alle 20 ursprünglichen Stationen. |

## Route 4: Völklinger Straße: Arbeit und Gebet
| Bild           | Bezeichnung                              | Beschreibung |
| -------------- | ---------------------------------------- | --- |
| weitere Bilder | Schwebebahnstation Völklinger Straße (1) | Die 1903 errichtete Schwebebahnstation im Herzen Unterbarmens liegt im Umfeld der „Allee“. Entlang dieser ehemaligen Prachtstraße erstreckt sich ein einzigartiges Industrieareal: Fabriken, Bürgerhäuser und Arbeiterquartiere entstanden auf den seit dem Mittelalter zur Garnbleiche genutzten Wupperwiesen. Lohnend ist der etwas längere Abstecher zum Friedhof Unterbarmen. Man überquert die Friedrich-Engels-Allee und geht dann nach rechts bis zur Oberbergischen Straße. Diese führt als Treppe über die Gleise und weiter bis zur Straße „Am Unterbarmer Friedhof“. |
| weitere Bilder | Friedhof Unterbarmen (2)                 | Der 1822 eingeweihte Friedhof ist einer der größten Wuppertals. Der älteste, untere Teil spiegelt das schlichte, streng kalvinistische Selbstverständnis der ersten Fabrikantengeneration wider, die dahinterliegenden, aufwendig gestalteten Gräber das Repräsentationsbedürfnis der nächsten Unternehmergeneration. |
| weitere Bilder | Kornmühle (3)                            | Im heutigen Restaurant ist noch das Wasserrad der ehemaligen Mühle mit einem Durchmesser von sieben Metern zu sehen. Die erste Mühle auf der künstlichen Insel (Bollwerk) wurde 1682 erwähnt. 1838 errichtete man hier eine Farbmühle, die 1846 schließlich zur Kornmühle umgebaut wurde. |
| weitere Bilder | Unterbarmer Hauptkirche (4)              | 1822 gründeten Reformierte und Lutheraner in Unterbarmen die erste Vereinigt-Evangelische Kirche im Wuppertal. 1827 beauftragte man den Frankfurter Dombaumeister und Architekten H. Hübsch mit dem Bau der Kirche, die 1832 eingeweiht, 1943 im Krieg zerstört und 1952 wieder aufgebaut wurde. |
| weitere Bilder | Julius Köbner Kapelle (5)                | Seit 1856 steht an der Wartburgstraße die Kapelle der Wuppertaler Baptistengemeinde. Der Gemeindegründer Julius Köbner, Sohn eines jüdischen Kaufmanns, lebte von 1852 bis 1865 und von 1879 bis 1883 im Wuppertal. Den Kapellenbau finanzierte er mit Spenden, die er bei Gemeinden in den USA sammelte. |
| weitere Bilder | Halbinsel Korzert (6)                    | Korzert hieß die Halbinsel am Loh (Wuppertal) zwischen Wupper und dem alten Mühlengraben. Neben Zulieferbetrieben für den Fahrzeugbau befanden sich hier wichtige Maschinenfabriken. |

## Route 5: Alter Markt: Arbeiterviertel Sedansberg
| Bild           | Bezeichnung                                      | Beschreibung |
| -------------- | ------------------------------------------------ | --- |
| weitere Bilder | Schwebebahnstation Alter Markt (1)               | Der Alter Markt war das historische Zentrum der Stadt Barmen. 1728 stand hier das erste Rathaus. Die 1903 in Betrieb genommene Station hieß deshalb auch „Rathausbrücke“. In den 1960er Jahren abgerissen, wurde sie 1967 durch die heutige Station ersetzt, die mit Stahlseilen an zwei 38 m hohen Pylonen hängt.                                |
| weitere Bilder | Eisenbahnviadukt am Steinweg (2)                 | Seit den 1870er Jahren durchqueren zwei parallel der Talachse verlaufende Eisenbahnstrecken das Wuppertal. Das aus Ziegeln gemauerte Viadukt im Zentrum Barmens gehört zur nördlichen „Rheinischen Strecke“. Es wurde mit Pilastern und einem Rundbogenfries aufwendig gestaltet.                                                                 |
| weitere Bilder | Wohnhof Münzstraße (3)                           | Zwischen 1919 und 1931 errichtete die bis 1929 selbständige Stadt Barmen auf dem Sedansberg mehrere Anlagen mit Kleinwohnungen für Arbeiterfamilien. Alle Wohnungen sollten ausreichend besonnt und belüftet sein. Die Architektur nimmt Formen des „Bergischen Barock“ und des Klassizismus auf.                                                 |
| weitere Bilder | Barmer Baugesellschaft für Arbeiterwohnungen (4) | Die erste Siedlung der von Industriellen gegründeten Baugesellschaft entstand ab 1872 auf dem Wichelhausberg, wie der Sedansberg damals noch hieß. Die einfachen Zweifamilien-Doppelhäuser hatten 300–500 Quadratmeter große Grundstücke um eine teilweise Selbstversorgung zu ermöglichen. Sie wurden Facharbeitern im Mietkaufsystem angeboten. |
| weitere Bilder | Konsumgenossenschaft „Vorwärts“ (5)              | Hier organisierten sich ab 1899 Barmer Arbeiter, die sich die überteuerten Waren der Einzelhändler nicht mehr leisten konnten. 1904 wurde das Gelände an der Münzstraße erworben, wenig später entstand hier das „Kontorhaus“. 1909 hatte die Genossenschaft bereits 11.000 Mitglieder und 200 Beschäftigte.                                      |
| weitere Bilder | Hallenbad Kleine Flurstraße (6)                  | Die 1882 errichtete erste öffentliche “Badeanstalt” Barmens war mit Hallen-, Wannen-, Brause- und sogar einem luxuriösen “irisch-römischen” Bad ausgestattet. Mit dem erhöhten Mittelbau, Seitenschiffen und halbrunder Apsis erinnert die Architektur an römische Basiliken.                                                                     |
| weitere Bilder | Erstes Barmer Krankenhaus (7)                    | 1841 eröffnete die Stadt Barmen ihr erstes Krankenhaus am Kleinen Werth. Obwohl man die Kapazität mit mehreren An- und Neubauten von 24 auf 320 Betten erhöhte, entsprach die Anstalt bald nicht mehr den Anforderungen und wurde durch die 1904–1911 errichteten Städtischen Krankenanstalten ersetzt.                                           |
| weitere Bilder | Schwebebahnstation Werther Brücke (8)            | Von drei im Jugendstil erbauten Schwebebahnstationen blieb die Werther Brücke als einzige erhalten. Nach Kriegsschäden wurde sie 1984 aufwendig restauriert. Der Bahnhof entstand nach dem Vorbild von Hochbahnstationen in Berlin und Paris, die sich über bockartigen Tragekonstruktionen erhoben.                                              |